# Município de Fishing Creek (condado de Warren, Carolina do Norte)
Localização da Carolina do Norte nos E.U.A.
O município de Fishing Creek (em inglês: Fishing Creek Township) é um município localizado no  condado de Warren no estado estadounidense da Carolina do Norte. No ano 2010 tinha uma população de 1.781 habitantes.

## Geografia
O município de Fishing Creek encontra-se localizado nas coordenadas 36° 18′ 52,54″ N, 78° 00′ 13,96″ O.